# Tajemnice Los Angeles (film)
Tajemnice Los Angeles (ang. L.A. Confidential) – amerykański dramat kryminalny z 1997 roku w reżyserii Curtisa Hansona, będący luźną adaptacją powieści Jamesa Ellroya o tym samym tytule. Niektóre z opisywanych wydarzeń bazują na faktach, podobnie jak niektóre postaci oparte są na osobach żyjących w latach trzydziestych i czterdziestych w Los Angeles.

## Fabuła
Los Angeles, lata pięćdziesiąte. Mickey Cohen, szef mafii rządzącej miastem idzie do więzienia, skazany za zaległości w płaceniu podatków. W ten sposób tworzy się próżnia, którą policja ma utrzymać i uniemożliwić wypełnienie jej przez inny gang. Niedługo później zaczynają ginąć ludzie z organizacji odsiadującego więzienie Cohena.
Boże Narodzenie. w budynku policyjnym o nazwie Hollywood Station trwa właśnie przyjęcie bożonarodzeniowe. Oficerem dyżurnym jest Ed Exley. Sierżant Vincennes dokonuje aresztowania dwójki młodych ludzi zatrzymanych pod zarzutem posiadania marihuany i przychodzi z nimi do stacji.
Oficer Bud White interweniuje w zauważonej kłótni domowej w drodze do sklepu z alkoholem. Tam spotyka Lynn Bracken. Zauważa też samochód w którym czekają na nią dwaj mężczyźni i kobieta.
Do stacji policyjnej przyprowadzono kilku Meksykanów, którzy pobili wcześniej dwóch policjantów. W pewnym momencie sytuacja wymyka się spod kontroli, gdy Dick Stensland zaczyna bić zatrzymanych.
Następnego dnia winni zajścia zostają powołani do składania zeznań. Bud White odmawia, natomiast sierżant Ed Exley się zgadza, a sierżant Vincennes zostaje dyscyplinarnie przeniesiony do innego wydziału, dodatkowo odebrana mu zostaje rola "technical advisor" w serialu "Badge of Honor".
Bud White dostaje propozycję od kapitana Smitha, by pracował w jego zespole.
Pewnej nocy zostaje popełnione masowe morderstwo w restauracji Night Owl. Jedną z ofiar jest Dick Stensland.
Śledztwo prowadzone jest przez kapitana Smitha i Exleya. Podczas identyfikacji jednej z ofiar, Bud rozpoznaje w niej kobietę, która czekała na Lynn w samochodzie. Podejmuje więc prywatne śledztwo, odnajduje Pierce’a Patchetta i Lynn Bracken.
Trop zabójstwa prowadzi do trzech młodych czarnoskórych mężczyzn, którzy zostają aresztowani. Podczas przesłuchania wychodzi na jaw, że przetrzymywana jest gdzieś dziewczyna, na której dokonali gwałtu. Oficer White wymusza na podejrzanym adres, po czym, po przybyciu na miejsce, zabija będącego w mieszkaniu mężczyznę.
Trzej podejrzani uciekają z posterunku policji.
Ed Exley wraz z Williamem Carlisle odnajdują ich i zabijają. Detektyw Exley za udział w akcji dostaje medal za odwagę.
Bud White nawiązuje romans z Lynn Bracken.
Próba szantażu Ellisa Loew kończy się śmiercią Matta Reynoldsa, aktora, który miał go skompromitować. Exley i Vincennes łączą siły, by rozwiązać pozornie rozwiązaną sprawę zabójstwa w Night Owl. Jednocześnie oficer White prowadzi własne śledztwo.
Kapitan Dudley Smith zabija Jacka, który przychodzi do jego domu, by spytać o kilka szczegółów dotyczących byłych oficerów LAPD Lelanda "Buzza" Meeksa oraz Dicka Stenslanda.
Sid Hudgens fotografuje na zlecenie Pratchetta Lynn z Exleyem. Oficer White dostaje zdjęcia w swoje ręce, po czym dochodzi między nim a Exleyem do starcia. Ostatecznie razem chcą dokończyć poszukiwanie winnych masakry w Night Owl.
Przybywaja do opuszczonego Victory Motel, który okazuje się zasadzką. Podczas strzelaniny Exley zostaje ranny, a White postrzelony w twarz przez kapitana Smitha, który jak się okazuje, stoi za wszystkimi ostatnimi zabójstwami.
Film kończy się przyznaniem medalu dla Exleya i wyjazdem Lynn i White’a do Arizony.

## Obsada
- Kevin Spacey – sierżant Jack Vincennes
- Russell Crowe – oficer Wendell 'Bud' White
- Guy Pearce – sierżant Edmund Jennings 'Ed' Exley
- James Cromwell – kapitan Dudley Liam Smith
- Kim Basinger – Lynn M. Bracken
- David Strathairn – Pierce Morehouse Patchett
- Danny DeVito – Sid Hudgens
- Graham Beckel – Richard Alex 'Dick' Stensland
- Paul Guilfoyle – Meyer Harris 'Mickey' Cohen
- Ron Rifkin – Ellis Loew
- Matt McCoy – Brett Chase
- Paolo Seganti – Johnny Stompanato
- Amber Smith – Susan Lefferts
- Darrell Sandeen – Leland 'Buzz' Meeks
- Simon Baker – Matt Reynolds
- Shawnee Free Jones – Tammy Jordan
- Tomas Arana – Michael Breuning
- Michael McCleery – William Carlisle

## Nagrody
- 1998: Oscar – za najlepszą drugoplanową rolę żeńską (Kim Basinger) oraz za scenariusz

Nominacje do Oscara w kategoriach:
- Najlepsza Scenografia
- Najlepsze Zdjęcia
- Najlepszy Reżyser
- Najlepsza Muzyka
- Najlepszy Film
- Najlepszy Dźwięk
- Najlepszy Montaż

Saturn Award: wygrana w kategorii najlepszy film akcji
Eddie (American Cinema Editors, USA) – nominacja dla Petera Honessa za najlepszy montaż
ASC Award (American Society of Cinematographers, USA) – nominacja dla Dante Spinottiego za najlepsze zdjęcia
Silver Condor (Argentinean Film Critics Association Awards) – nominacja dla Curtisa Hansona za najlepszy film zagraniczny
Best Foreign Film Award przyznana przez Australian Film Institute
Award of the Japanese Academy w kategorii najlepszy film
BAFTA Film Award – wygrana w kategoriach: najlepszy montaż i najlepszy dźwięk
nominacja w kategoriach:
- najlepsze zdjęcia
- najlepsze kostiumy
- najlepszy film
- najlepsza charakteryzacja
- najlepszy aktor pierwszoplanowy (Kevin Spacey)
- najlepsza aktorka (Kim Basinger)
- najlepszy scenariusz adaptowany

BMI Film Music Award – dla Jerry’ego Goldsmitha
Bodil – wygrana w kategorii najlepszy film amerykański
Best Cinematography Award (British Society of Cinematographers) – dla Dante Spinottiego
BFCA Award (Broadcast Film Critics Association Awards) – wygrana w kategoriach: najlepszy film, najlepszy scenariusz adaptowany
Artios (Casting Society of America, USA) – wygrana w kategorii najlepszy film
CFCA Award (Chicago Film Critics Association Awards) – wygrana w kategoriach: najlepszy film, najlepszy reżyser, najlepszy scenariusz
Chlotrudis Award – wygrana w kategoriach:
- najlepszy aktor (Russell Crowe)
- najlepszy film
- najlepszy reżyser
- najlepsze zdjęcia
- najlepszy scenariusz
- najlepszy aktor drugoplanowy (Kevin Spacey)

nominacja dla Guya Pierce’a za role pierwszoplanową
Golden Satellite Award – wygrana w kategorii najlepszy scenariusz adaptowany
Nominacje w kategoriach:
- najlepszy reżyser
- najlepszy film
- najlepszy aktor (Russell Crowe)
- najlepsze zdjęcia
- najlepszy montaż
- najlepsza muzyka oryginalna